# Karl Schaefer (Fernsehproduzent)
Karl Schaefer ist ein US-amerikanischer Fernsehproduzent und Drehbuchautor, der vor allem für seine Arbeiten der 1990er Jahre, Eerie, Indiana, und die 2014 veröffentlichte Serie Z Nation bekannt ist.

## Werk (Auswahl)
- 1991–1992: Eerie, Indiana (Fernsehserie, 15 Episoden)
- 1995–1996: Strange Luck (Fernsehserie, 15 Episoden)
- 1999: The Apartment Complex (Fernsehfilm)
- 2003: Monk (Fernsehserie, 1 Episode)
- 2003–2006: Dead Zone (Fernsehserie, 10 Episoden)
- 2006: Eureka – Die geheime Stadt (Fernsehserie, 1 Episode)
- 2014–2018: Z Nation (Fernsehserie)
- seit 2019: Black Summer (Fernsehserie)

## Auszeichnungen
- 1990: Writers Guild of America Award, Kategorie Episodic Drama für TV 101 (Fernsehserie, Episode 01x1)